# Termonfeckin
Termonfeckin is een plaats in het Ierse graafschap County Louth. De plaats telt 2.016 inwoners.

## Geboren
- Evanna Lynch (1991), actrice